# ستيفن ويليس (لاعب كريكت)
ستيفن ويليس (19 سبتمبر 1969 في المملكة المتحدة - )  (بالإنجليزية: Steven Willis)‏ هو لاعب كريكت بريطاني. لعب مع Devon County Cricket Club ‏.

## وصلات خارجية
- ستيفن ويليس على موقع إي آس بي آن كريك إنفو (الإنجليزية)